# Milan Kundera
Milan Kundera (født 1. april 1929 i Brno, død 11. juli 2023) var en tjekkisk forfatter. Han boede siden 1975 i Frankrig og blev fransk statsborger siden 1981.
Kundera var, sammen med andre forfattere som f.eks. Václav Havel, involveret i Foråret i Prag i 1968, den korte reformperiode med optimisme, der blev knust af sovjetiske styrker.
På grund af hans kritik af Sovjetunionen og 1968-invasionen af Tjekkiet blev Milan Kundera blacklistet, og hans værker blev forbudt. Han flygtede derfor i 1975 til Frankrig, hvor han i 1979 skrev bogen Om latter og glemsel, der beskrev forskellige tjekkers modstand mod sovjetregimet.
I 1983 udgav han sin mest populære bog, Tilværelsens ulidelige lethed. Bogen blev i 1988 filmatiseret af Philip Kaufman og udgivet som film under samme titel.

## Udvalgte værker
- 1967 – En spøg
- 1969 – Livet er et andet sted
- 1979 – Om latter og glemsel
- 1983 – Tilværelsens ulidelige lethed
- 1990 – Udødeligheden
- 1994 – Langsomheden
- 1998 – Identiteten
- 1998 – Afskedsvalsen
- 2002 - Uvidenheden, Gyldendal ISBN 978-87-02-01465-5